# Île Carnac
Pour les articles homonymes, voir Carnac.
L'île Carnac (en anglais : Carnac Island) est une île de la région de Perth en Australie-Occidentale.

## Toponymie
Les aborigènes Noongar l'appellent Ngooloormayup ("lieu du petit frère") dans leur langue.
Le 13 février 1803 à 6h30, l' explorateur français Louis de Freycinet, capitaine de la Casuarina, aperçoit l'île alors appelée Île Pelée. Elle était également connue sous le nom d'Île Levillain en l'honneur de Stanislas Levillain zoologiste-adjoint à bord du navire Le Géographe ou Île Berthollet ou Berthollet en l'honneur du célèbre chimiste Claude-Louis Berthollet.
En 1827, James Stirling a changé son nom pour Pulo Carnac en l'honneur de John Rivett Carnac (en), sous-lieutenant sur son navire HMS Success. "Pulo" est le malais pour "île"; on ne sait pas pourquoi Stirling a inclus ce terme, mais il a été rapidement abandonné.

## Géographie
L'île est située à environ 10 km au sud-ouest de Fremantle et à 3,5 km au nord de Garden Island.
L'île Carnac est un vestige de calcaire éolien de dunes.

## Faune
L'île est une réserve naturelle insulaire de 19 hectares de classe A.
L'île abrite des lions de mer australiens, des grands dauphins et un large éventail d'oiseaux de mer. Les otaries à fourrure de Nouvelle-Zélande sont des visiteurs fréquents. Les lapins ont habité l'île en abondance de 1827 à 1897, mais ont été éradiqués en 1969.
Il est à noter l'abondance de serpents, et en particulier les Serpents-tigres, qui vivent sur l'île. Elle est densément peuplée avec jusqu'à trois serpents tigres sur 25 mètres carrés,.
Il n'y a pas d'eau douce permanente, ce qui représente un défi pour les animaux qui y vivent. Les origines de la colonie de serpents tigres ont suscité un débat important (une théorie est qu'en 1929, un homme du nom de Lindsay "Rocky" Vane a vidé sa collection de serpents tigres sur l'île, après que les expositions de serpents ont été interdites en Australie-Occidentale) et des recherches sur la façon dont cette espèce s'est adaptée à un habitat insulaire aussi difficile sont réalisées.
Les scinques royaux habitent également l'île, et il existe des preuves de confrontation entre les scinques royaux et les serpents tigres.
En novembre 2006, le naturaliste David Attenborough a visité l'île avec une équipe de tournage de la BBC pour enregistrer un documentaire sur les reptiles, dans lequel Attenborough a commenté la cécité de nombreux serpents tigres de l'île. Cela est dû au fait que les oiseaux défendent leurs poussins en picorant les yeux des serpents. Ces serpents aveugles survivent et prospèrent, s'appuyant sur l'odeur et mangeant des proies immobiles telles que des poussins d'oiseaux de mer. L'île de Carnac est le seul endroit où cela a été observé. Les serpents tigres mâles sont largement plus nombreux que les serpents tigres femelles sur l'île, ce qui est une autre curiosité de la colonie de serpents tigres de l'île.
L'île de Carnac est classée comme une zone importante pour la conservation des oiseaux car elle abrite une grande colonie de Sterne néréis, ainsi qu'un petit nombre d'autres oiseaux marins nicheurs.

## Histoire
De 1836 à 1837, l'île a servi de station baleinière. Les baleiniers ont transporté la première église de Perth sur l'île pour être utilisée comme entrepôt. La station a été abandonnée quelques années plus tard.
D'octobre à novembre 1838, l'île a été utilisée comme prison par le gouvernement de la colonie de la rivière Swan pour enfermer les aborigènes. La prison se composait de deux gardiens, un surveillant nommé RM Lyon et trois prisonniers nommés Yagan , Danmera et Ningina. Les conditions d'isolement ont amené les soldats à aider les prisonniers à s'échapper.
En 1884, le gouvernement colonial a classé l'île comme une station de quarantaine pour Fremantle, mais elle ne semble jamais avoir été utilisée à cette fin.
En 1916, le gouvernement fédéral australien a pris le contrôle de l'île à des fins de défense, et l'île a été transférée à l'État d'Australie occidentale en 1961.

## Galerie

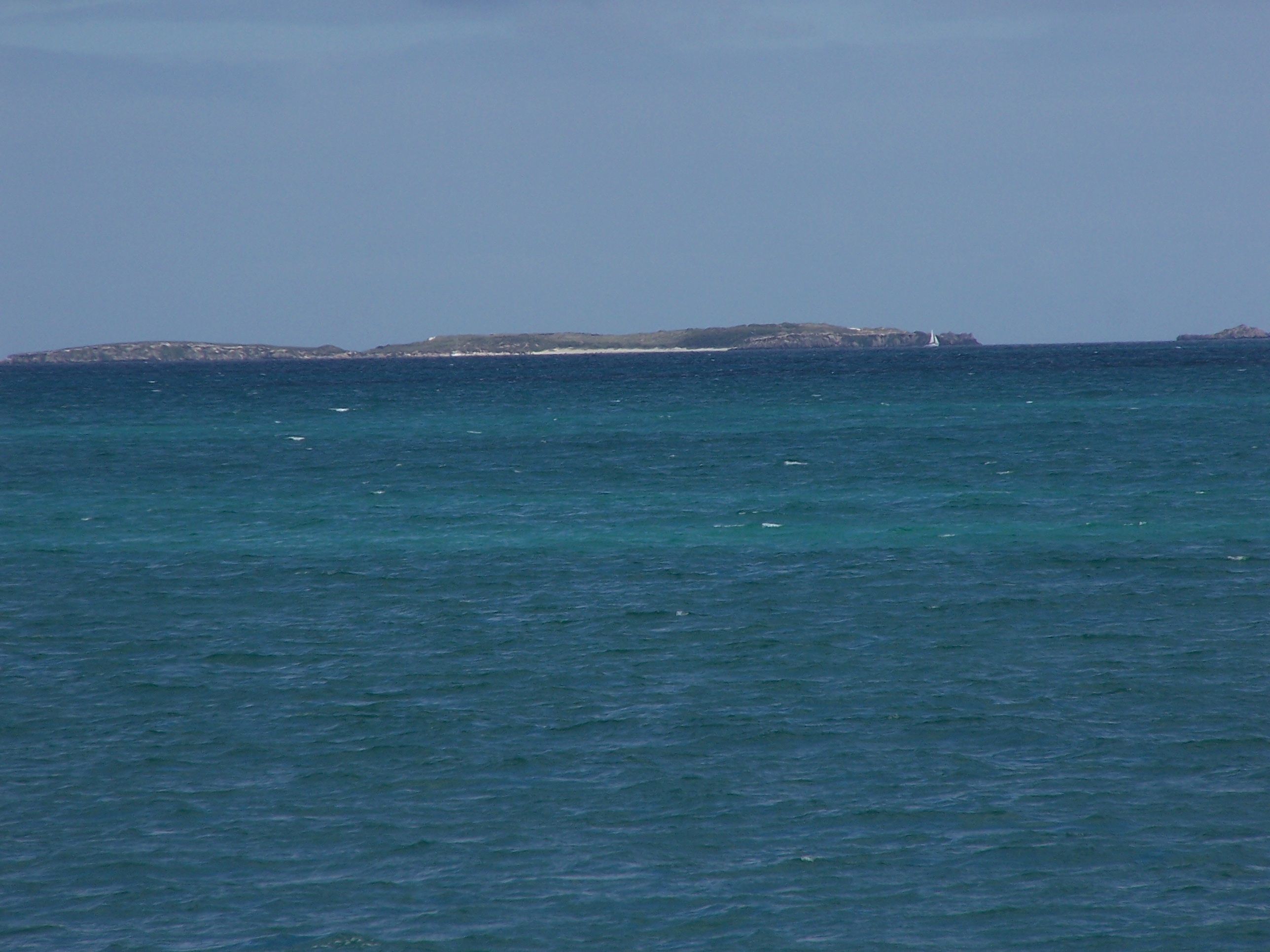
Île Carnac photographiée depuis O'Connor Beach
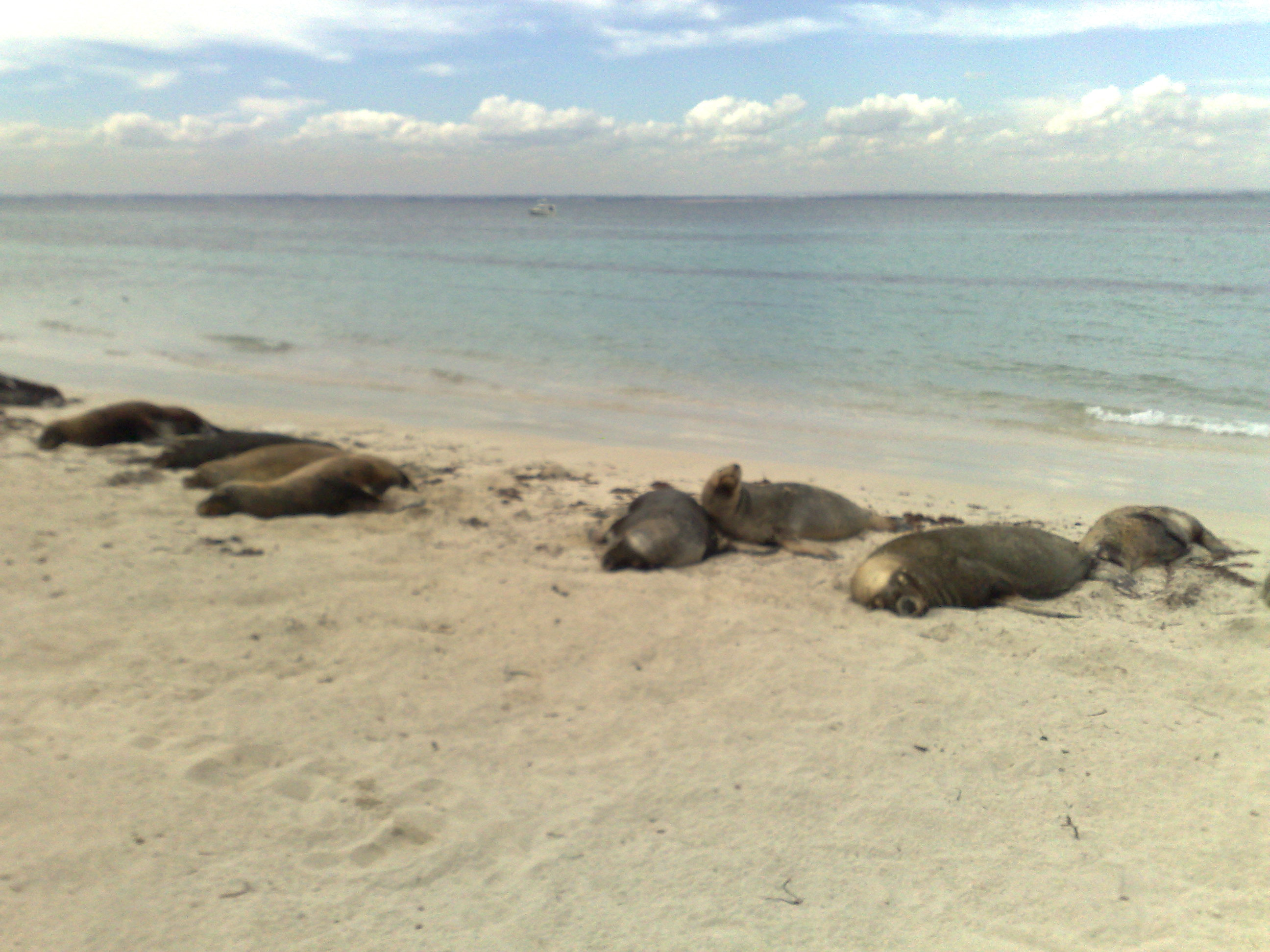
Lions de mer sur une plage de l'île Carnac
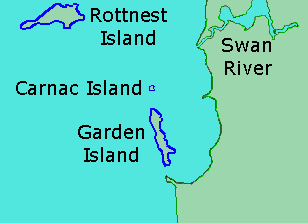
Localisation de l'île Carnac